# San Gregorio Magno alla Magliana Nuova

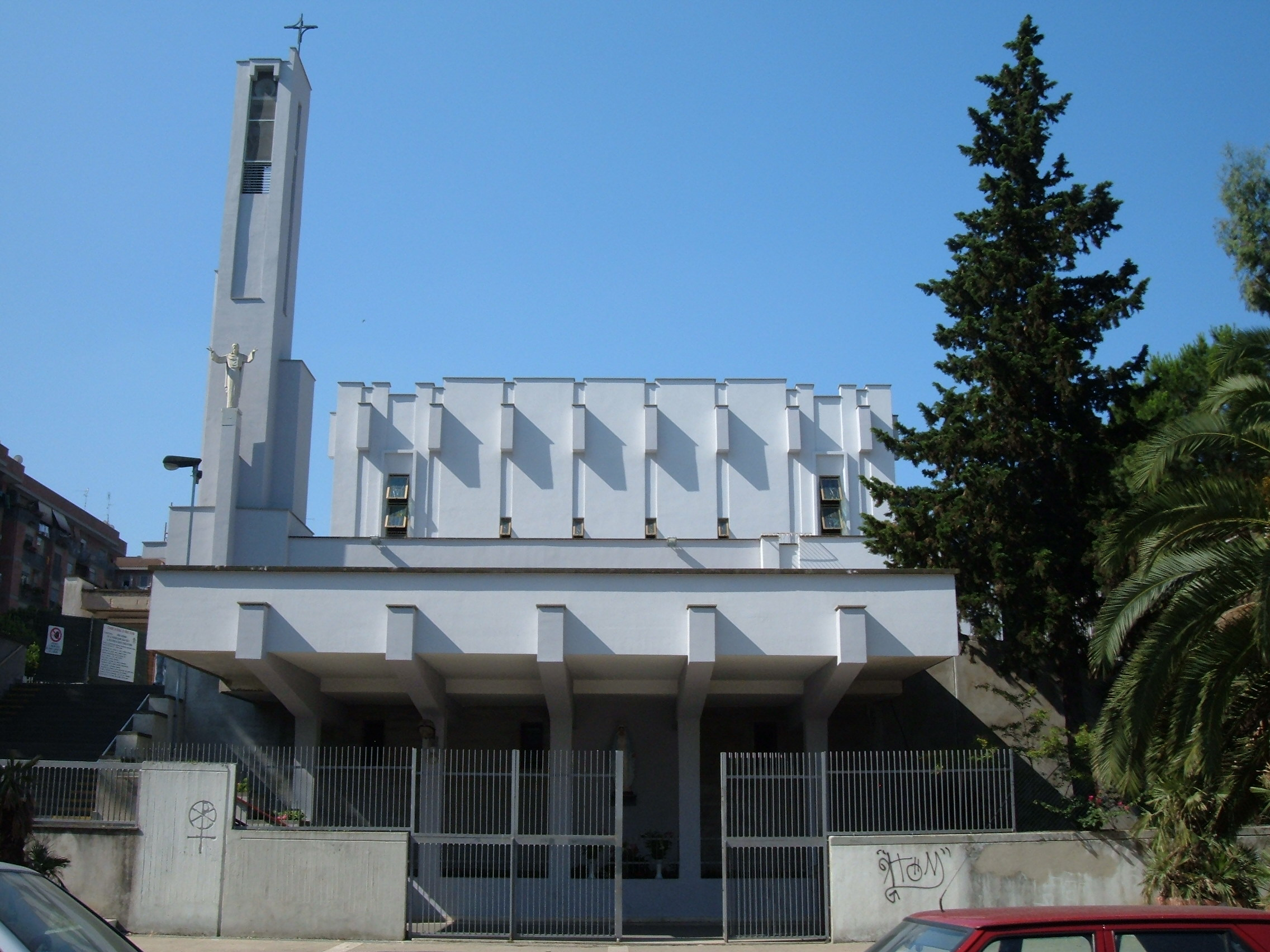

San Gregorio Magno alla Magliana Nuova (lateinisch Sancti Gregorii Magni in Magliana Nova) ist eine Titelkirche in Rom.

## Überblick
Die Pfarrgemeinde wurde mit dem Dekret Neminem sane latet durch Kardinalvikar Clemente Micara am 14. Dezember 1963 errichtet und dem Bistum Reggio Emilia zugeordnet. Am 21. Februar 2001 erfolgte die Erhebung zur Titelkirche der römisch-katholischen Kirche durch Papst Johannes Paul II. Namenspatron ist Gregor der Große.
Der moderne, quadratische Kirchenbau, der nach einem Entwurf des Architekten Aldo Aloysi (und Ernesto Vichi) errichtet wurde, ist aus Stahlbeton, teilweise in Rohbeton mit den Schalungsabdrücken, gebaut und dem Baustil des Brutalismus zuzuordnen. Nur im Altarraum geben Schlitzglasfenster Licht. Neben dem mit einem Betonbaldachin überdeckten Eingang flankiert ein Glockenturm das Gebäude, gestaltet mit einer Statue von Christus mit ausgestreckten Armen.
Die Kirche befindet sich an der Piazza Certaldo 85 im römischen Quartier Portuense (Magliana Nuova).

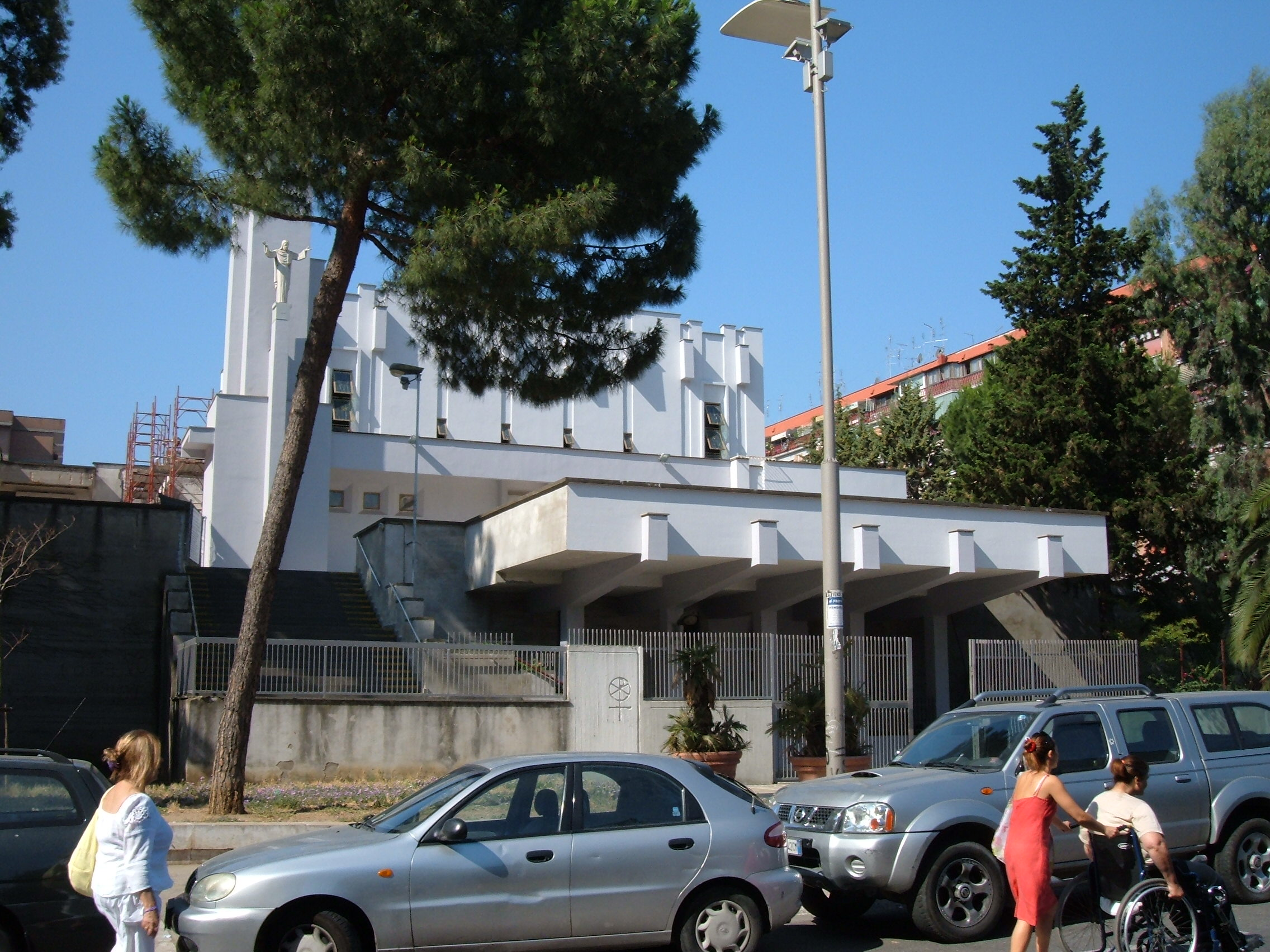
Straßen- und Eingangsansicht
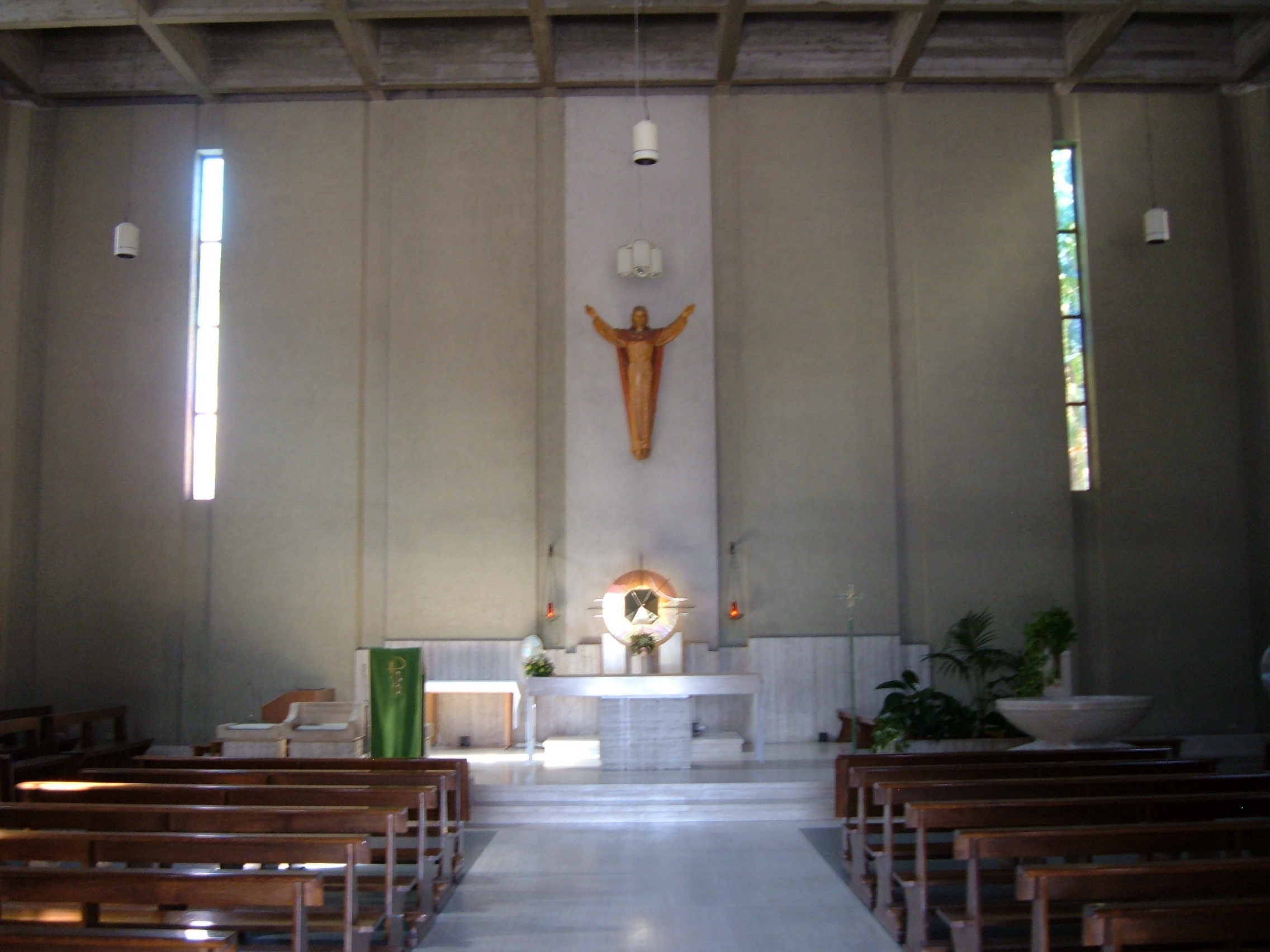
Innenraum mit Altarraum

## Kardinalpriester
- Geraldo Majella Agnelo, 21. Februar 2001 – 26. August 2023
- Jaime Spengler OFM, seit 7. Dezember 2024